# Ibrahim Babangida (militair)
Generaal-majoor Ibrahim Badamasi Babangida (Minna, 17 augustus 1941), ook bekend als IBB, was de militaire leider en dictator van Nigeria, vanaf zijn coup tegen Muhammadu Buhari in augustus 1985 tot zijn vertrek in 1993 toen hij aftrad na de geannuleerde presidentsverkiezingen van 12 juni.
De zelfverklaarde winnaar Chief Abiola was onaanvaardbaar voor de legerleiding. Babangida hield, mede onder Amerikaanse druk, vast aan zijn voorgenomen aftreden en droeg de macht over aan premier en interim-president Shonekan.
In augustus 2010 maakte hij bekend zich kandidaat te stellen voor de presidentsverkiezingen van begin 2011.